# 夫婦百景 (映画)
『夫婦百景』（ふうふひゃっけい）は、月丘夢路、大坂志郎主演で、1958年に日活によって制作･公開された同名小説（獅子文六作）の映画版。白黒、シネマスコープ・サイズ。同年の11月4日に、続編となる『続 夫婦百景』が公開された。

## キャスト
- 大川みはる - 月丘夢路
- 大川蒼馬 - 大坂志郎
- 倉田ノリ子 - 浅丘ルリ子
- 倉田達夫 - 岡田眞澄
- 誉田松江 - 山根寿子
- 河内明 - 青山恭二
- 樽井詮造 - 長門裕之
- 樽井みね子 - 丘野美子
- 並木敬造 - 二本柳寛
- 並木てい子 - 初井言栄
- 岡添克巳 - 安部徹
- 岡添富美江 - 楠田薫
- 入江 - 柳沢真一
- 平六 - 宮田洋容
- 誉田庄吉 - 森川信
- 平六の妻 - 田中筆子
- 安土 - 武藤章生
- 千春 - 天路圭子
- ナレーション - フランキー堺

## スタッフ
- 監督 : 井上梅次
- 製作 : 山本武
- 原作 : 獅子文六
- 脚色 : 斎藤良輔
- 音楽 : 大森盛太郎
- 撮影 : 岩佐一泉
- 照明 : 藤林甲
- 編集 : 鈴木晄
- 美術 : 中村公彦
- 録音 : 福島信雅
- 製作主任 : 亀井欽一
- 製作・配給 : 日活

## ロケ地
- 国鉄（現ＪＲ）総武線の亀戸駅南側の国道１４号線と、総武線から分岐した越中島支線が交差する辺りに、樽井夫婦の住居。（江東区亀戸２丁目）